# Maria Scutti

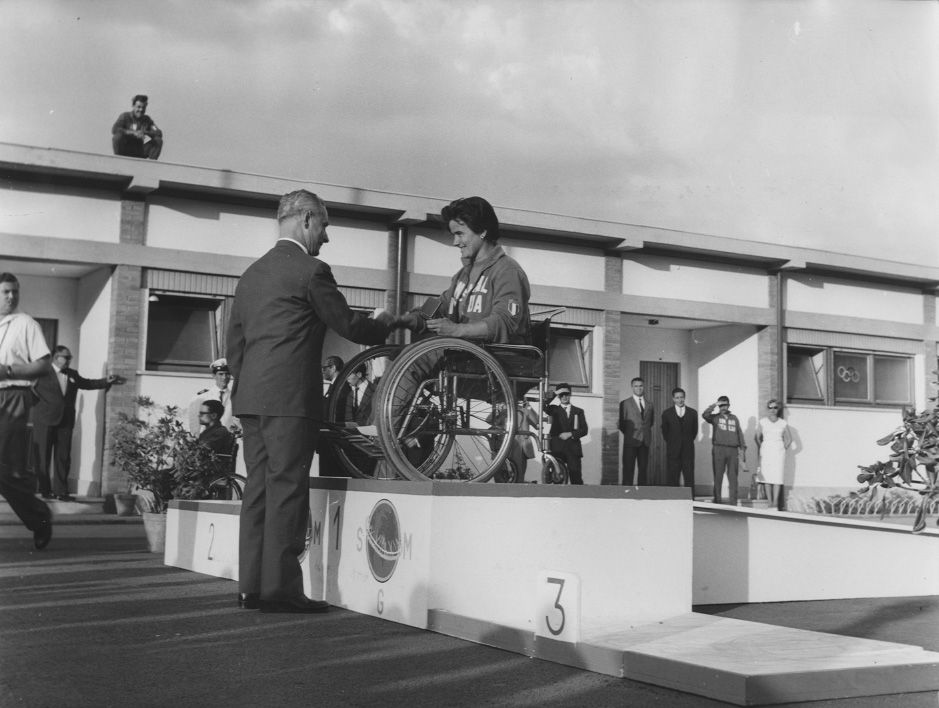
Maria Scutti en el podio de los Juegos Paralímpicos de Roma 1960

Maria Scutti (1928-2005) fue una deportista italiana que compitió en atletismo adaptado, natación adaptada, tenis de mesa adaptado y esgrima en silla de ruedas. Ganó quince medallas en los Juegos Paralímpicos de Roma 1960.

## Palmarés internacional
| Juegos Paralímpicos | Juegos Paralímpicos | Juegos Paralímpicos | Juegos Paralímpicos     |
| Año                 | Lugar               | Medalla             | Prueba                  |
| ------------------- | ------------------- | ------------------- | ----------------------- |
| 1960                | Roma (Italia)       | Medalla de oro      | Jabalina A              |
| 1960                | Roma (Italia)       | Medalla de oro      | Jabalina B              |
| 1960                | Roma (Italia)       | Medalla de oro      | Jabalina de precisión A |
| 1960                | Roma (Italia)       | Medalla de oro      | Jabalina de precisión B |
| 1960                | Roma (Italia)       | Medalla de oro      | Jabalina de precisión C |
| 1960                | Roma (Italia)       | Medalla de oro      | Peso A                  |
| 1960                | Roma (Italia)       | Medalla de oro      | Peso B                  |
| 1960                | Roma (Italia)       | Medalla de oro      | Maza A                  |
| 1960                | Roma (Italia)       | Medalla de oro      | Maza B                  |
| 1960                | Roma (Italia)       | Medalla de bronce   | Jabalina C              |
| 1960                | Roma (Italia)       | Medalla de bronce   | Maza C                  |

| Juegos Paralímpicos | Juegos Paralímpicos | Juegos Paralímpicos | Juegos Paralímpicos           |
| Año                 | Lugar               | Medalla             | Prueba                        |
| ------------------- | ------------------- | ------------------- | ----------------------------- |
| 1960                | Roma (Italia)       | Medalla de oro      | 50 m braza completa clase 4   |
| 1960                | Roma (Italia)       | Medalla de plata    | 50 m espalda completa clase 4 |

| Juegos Paralímpicos | Juegos Paralímpicos | Juegos Paralímpicos | Juegos Paralímpicos |
| Año                 | Lugar               | Medalla             | Prueba              |
| ------------------- | ------------------- | ------------------- | ------------------- |
| 1960                | Roma (Italia)       | Medalla de plata    | Dobles B            |

| Juegos Paralímpicos | Juegos Paralímpicos | Juegos Paralímpicos | Juegos Paralímpicos |
| Año                 | Lugar               | Medalla             | Prueba              |
| ------------------- | ------------------- | ------------------- | ------------------- |
| 1960                | Roma (Italia)       | Medalla de plata    | Florete individual  |